# 柯建銘
柯建銘（1951年9月8日—），中華民國政治人物，民主進步黨籍。現任立法委員，第5－11屆民主進步黨立法院黨團總召集人，民進黨創黨黨員之一，曾屬於民進黨福利國連線的一員，民進黨第11、13屆代理黨主席。現為立法院最資深立法委員（第2－11屆共10屆），自1993年一路於全國不分區與新竹市選舉區連任至今。

## 早年
其父柯子余（1917年－2010年）為新竹文人，國小畢業，精通漢文與古詩詞，和兄弟經營柯芳美香行。在二二八事件中，為逃避追捕隱居深山，此後對威權體制極度反感，常於家中聚會痛批時政，並到場聆聽黨外運動的全台演講會，進而影響柯建銘從政。柯建銘於新竹中學畢業、中山醫學院牙醫學系畢業。早期從事牙醫，在新竹市開設牙科診所，曾與友人募資至獄中協助施明德裝假牙。

## 從政生涯
1986年成為民主進步黨的創黨黨員，後步入政壇並競選立法委員。1992年首次當選立委，之後連續當選10屆，期間曾擔任民主進步黨立法院黨團幹事長，後升任總召。2004年民進黨在立委選舉中受挫，陳水扁辭去黨主席職位，柯建銘擔任代理主席。2011年3月11日蔡英文宣布參選2012年總統選舉的黨內初選辭去黨主席職位，柯建銘擔任代理主席。
2008年，轉任不分區立委。2016年回鍋新竹市選舉區，最終以一萬多餘票的差距擊敗中國國民黨鄭正鈐及時代力量邱顯智，連任立委。2020年，再度轉任不分區立委。
柯建銘在立法院朝野協商時常採搶話方法論辯，曾導致中國國民黨多位立委、台灣民眾黨總召黃國昌及立法院院長韓國瑜不滿而引起爭執。此外，其有嚴重的菸癮，常在會議期間出門吸菸，也曾有在禁菸區吸菸的情況，亦引起爭議。。

### 《會計法》修法
2013年5月31日凌晨，立法院通過《會計法》第99條之1修正案，擴大特別費除罪化範圍，並溯及既往，被外界質疑是為前立委顏清標量身訂做。民進黨立法院黨團總召柯建銘、台灣團結聯盟立法院黨團總召林世嘉接受訪問。6月14日，柯建銘在《時報周刊》第1843期表示，「民進黨只剩鬥爭跟相殘」，他因《會計法》第99-1條修正案遭民進黨同志圍剿。

### 國會監聽事件
2013年9月6日，檢察總長黃世銘在特別偵查組（特偵組）記者會向公眾披露，王金平院長、法務部部長曾勇夫、高檢署檢察長陳守煌等人涉嫌關說，已經足以稱為「行政不法」。後時任總統馬英九以國民黨主席身份在總統府召開記者會，譴責立法院院長王金平對檢察體系的司法關說。柯建銘因全民電通案的背信罪而捲入與九月政爭中。
特偵組認定，曾勇夫與陳守煌涉及為王金平及柯建銘關說，要求檢察官在柯建銘獲高等法院判決無罪後不要上訴。後因國會自治之故，僅將曾勇夫移送監察院，陳守煌則依法官法移送檢察官評鑑委員會。
高檢署檢察長陳守煌說絕未接獲曾勇夫任何指示，檢察官林秀濤亦批評特偵組曲解其證詞，強調該案是因為沒有發現《刑事訴訟法》第377條「上訴於第三審法院，非以判決違背法令為理由，不得為之。」的情事，才決定不上訴。但陳守煌在2013年9月15日年代電視《新聞面對面》節目中接受電話連線訪問，現場被新北市議員陳明義質問「明明有8、90個檢察官，為什麼你單單只找林秀濤檢察官轉達王院長『希望不要濫行上訴』的理念」時，脫口而出「因為案子（指柯建銘全民電通背信案）在林秀濤手上嘛！」這句話則被外界質疑是說溜嘴，承認關說存在。
2013年9月25日，檢察總長黃世銘赴立院司法委員會備詢，立委柯建銘就特偵組公佈關說案譯文部份質詢黃。他首先質問黃在9月6日記者會中，公佈的監聽譯文是否完整，黃坦承有關6月28日的監聽譯文確實不完整，但所刪除的是有關個人隱私部份，與關說案有關的監聽譯文是完整的。柯建銘隨即嗆黃「你已死了，法院見！」，卻對自己涉入的關說疑雲絕口不提，還在質詢台上自比是特務治國的終結者：「在這歷史的時刻，我扮演這樣的角色何其有幸；我希望我和王金平，大家踩著我們肩膀上去沒關係，大家共同維護憲政體制。」，但此番言論被外界質疑由涉入關說的柯建銘來質詢偵辦關說案的檢察總長，根本是「球員兼裁判」。11月29日，立法院紀律委員會，認為柯建銘關說案未成立，通過不處份。2014年8月，台北地檢署調查柯建銘、許富男、楊炳禎等三人皆否認涉入關說全民電通案、也查無法官索賄或司法黃牛關說實據，因此將全案簽結；包括王金平被指關說部分，以「無刑事不法」簽結。
事件中，特偵組監聽國會總機號碼，讓每一位使用該電話者與國會議員都遭監聽。特偵組多次表示，不知其為國會電話才會「誤聽」。法務部事後卻發覺，特偵組5月時便曾撥打此電話，是刻意監聽國會專線，卻在9月時堅稱不知情，匪夷所思，飽受各界抨擊。這個事件被視為「廢除特偵組」的最後一根稻草，2016年11月立法院修法廢除特偵組，2017年元旦當日正式生效。

### 立法委員大罷免潮
2025年1月4日，柯建銘舉行記者會宣布推動立法院大罷免潮，主張針對立法院長韓國瑜和副院長江啟臣的職務進行改選以及罷免41席國民黨立法院黨團的區域立委，並於6月5日申請註冊「大罷免大成宮」商標。

## 評價
- 蔡英文大讚遭到國民黨與時代力量夾殺的立法院黨團總召柯建銘，蔡直言柯建銘一路走來有很多委屈，「還給柯總召一個公道，是我做主席，做總統候選人的一個責任。」蔡英文也特別提到洪仲丘案後，在柯建銘的堅持下，成功地修正了軍事審判法（事件當時邱顯智為洪案律師）。[31]
- 民進黨不分區立法委員林靜儀，她在臉書上感謝政治圈同事給的肯定，並分享她所認識的民進黨黨團總召柯建銘，認為柯是尊重制度的政治人物，直言「沒有柯總召，中國國民黨早就滅亡台灣了。」[32]
- 民進黨秘書長羅文嘉表示，柯建銘的經驗傳承正體現了民進黨世代共贏的價值，也說：「大家都知道在國會折衝協調的重要性，不管哪一個政黨都會需要柯建銘，所以，我們很高興，柯建銘是在民進黨，不是在其他政黨。」[33]
- 時代力量立法院黨團總召邱顯智認為，柯建銘對法案熟悉、經歷多次憲改。[34]
- 民進黨立委鄭運鵬稱讚柯建銘是「最稱職的民進黨團阿信，他雖然不是唐吉訶德，但絕對是願意頂著鋼盔向前衝的價值捍衛者！」[35]
- 2022年因美國眾議院議長裴洛西訪台引起中華人民共和國不悅[36]，據新華社報導，柯建銘被列入台獨頑固分子名單中[37]。
- 2022年9月，柯建銘遭爆以民進黨立院黨團名義函文調取民眾黨籍立委高虹安任職資策會時的個人資料，因大法官第325號解釋、729號解釋已明言，立法院行使文件調閱權僅限院會決議或委員會決議通過，始能行使的職權，黨團並非行使文件調閱權的主體，而引發爭議、遭到批評[38]。

## 個人生活
柯建銘與大他8歲的妻子林道春育有兩子，柯韋任和柯鈞耀。2005年，在一次與妻子的爭執後，柯建銘開始減少應酬，並拒絕飲酒。2002年，他被《壹週刊》揭露與賴素月有17年的婚外情，並育有一名四歲的女兒；2007年，他公開承認婚外情並致歉。
柯家兒子都曾在美國讀書並在與中國大陸有關公司工作。2015年時，長子在中國金融龍頭「中國中信集團」旗下的「中信國際資產管理 (CIAM)」總部擔任投資專員，並曾在2005、2012年兩度酒駕被抓。次子曾在一家「銪晟事業股份有限公司」持有股份擔任董事2年多，這家銪晟公司位在新竹縣竹北市，在中國江西贛縣梅林鎮也有其辦公室；根據監察院政治獻金查閱平台，民進黨在2018年九合一選舉那年的1月曾獲得一筆20萬元的政治獻金，捐款人是其次子，正是他在擔任銪晟公司董事長的期間。
2020年7月3日，《中央社》報導財政部關務署基隆關查驗一個自美國寄來的郵包時，發現內含大麻膏，郵包收件人為柯建銘次子柯鈞耀。柯建銘證實表示：「有這回事，但兒子沒收到東西（大麻膏），後續尊重司法調查。」柯建銘辦公室則表示，其次子是主動到案說明、協助調查。留學美國多年的次子到案時稱不清楚包裹內容物，他自始至終沒收到包裹就被檢調約談，沒有運毒犯意，在台期間也沒施用毒品。2021年3月22日，其次子獲檢方緩起訴處分二年，唯因其檢體驗出毒品陽性反應，須自費接受戒癮治療。

## 選舉紀錄
| 年度 | 選舉屆數             | 選舉區                                 | 所屬政黨   | 得票數    | 得票率 | 當選標記 | 備註   |
| ---- | -------------------- | -------------------------------------- | ---------- | --------- | ------ | -------- | ------ |
| 1992 | 第二屆立法委員選舉   | 新竹市選舉區                           | 民主進步黨 | 44,318    | 32.59% |          | [ 47 ] |
| 1995 | 第三屆立法委員選舉   | 新竹市選舉區                           | 民主進步黨 | 42,476    | 32.30% |          |        |
| 1998 | 第四屆立法委員選舉   | 新竹市選舉區                           | 民主進步黨 | 35,948    | 29.75% |          |        |
| 2001 | 第五屆立法委員選舉   | 新竹市選舉區                           | 民主進步黨 | 39,874    | 24.65% |          |        |
| 2004 | 第六屆立法委員選舉   | 新竹市選舉區                           | 民主進步黨 | 37,841    | 12.03% |          |        |
| 2008 | 第七屆立法委員選舉   | 全國不分區及僑居國外國民立法委員選舉區 | 民主進步黨 | 3,610,106 | 36.91% |          |        |
| 2012 | 第八屆立法委員選舉   | 全國不分區及僑居國外國民立法委員選舉區 | 民主進步黨 | 4,556,424 | 34.62% |          |        |
| 2016 | 第九屆立法委員選舉   | 新竹市選舉區                           | 民主進步黨 | 90,642    | 41.33% |          |        |
| 2020 | 第十屆立法委員選舉   | 全國不分區及僑居國外國民立法委員選舉區 | 民主進步黨 | 4,811,241 | 33.98% |          |        |
| 2024 | 第十一屆立法委員選舉 | 全國不分區及僑居國外國民立法委員選舉區 | 民主進步黨 | 4,982,062 | 36.16% |          |        |